# Crucero (arquitectura)
Crucero, en la arquitectura religiosa, es el espacio en que se cruza la nave principal del templo con una nave transversal

Vista en planta de un templo con el crucero resaltado en color rosa.

## Origen y función
El crucero tiene su origen en la basílicas paleocristianas. En las iglesias con planta en forma de cruz latina o griega, el crucero queda definido por la intersección de la nave principal y la transversal o transepto. Este espacio se suele cubrir mediante una cúpula alzada sobre un cimborrio o tambor que se sustenta en los arcos torales.
Se obtienen así dos efectos: resaltar al exterior el punto de encuentro de las naves con esa especie de torre que se encumbra sobre él, y favorecer la iluminación a través de los huecos abiertos en el propio cimborrio o en la linterna que en ocasiones se intercala entre este y la cúpula.
De este modo, se obtiene un espacio que sirve de transición entre las naves del templo y el presbiterio. En los templos con una sola nave, no es infrecuente organizar en el último último tramo de la nave, un falso crucero; para ello se reduce la luz del arco que separa ese tramo del anterior.
No es raro ver el término crucero utilizado para referirse al transepto (del latín Transeptum), es decir, a la propia nave que cruza a la principal y no solo el espacio en que se cruza con la nave principal; en este caso se denomina brazos del crucero a los espacios que quedan a uno y otro lado del crucero propiamente dicho